# Erste Liga (Kasachstan) 2017
Die Erste Liga 2017 war die 23. Spielzeit der zweithöchsten kasachischen Spielklasse im Fußball der Männer. Die Saison begann am 15. April und endete am 29. Oktober.

## Statistiken

### Abschlusstabelle
| Pl. | Verein                       | Sp. | S  | U | N  | Tore    | Diff. | Punkte |
| --- | ---------------------------- | --- | -- | - | -- | ------- | ----- | ------ |
| 1.  | Schetissu Taldyqorghan       | 24  | 20 | 2 | 2  | 053:100 | +43   | 62     |
| 2.  | FK Qysyl-Schar SK            | 24  | 13 | 5 | 6  | 037:220 | +15   | 44     |
| 3.  | FK Qairat A                  | 24  | 11 | 7 | 6  | 038:270 | +11   | 40     |
| 4.  | FK Machtaaral                | 24  | 9  | 8 | 7  | 030:260 | +4    | 35     |
| 5.  | Baikonur Qysylorda           | 24  | 9  | 6 | 9  | 030:290 | +1    | 33     |
| 6.  | FK Schachtjor-Bolat Temirtau | 24  | 9  | 4 | 11 | 029:400 | −11   | 31     |
| 7.  | FK Qyran Schymkent           | 24  | 7  | 8 | 9  | 027:360 | −9    | 29     |
| 8.  | Kaspij Aqtau                 | 24  | 3  | 6 | 15 | 014:360 | −22   | 15     |
| 9.  | FK Ekibastus                 | 24  | 2  | 4 | 18 | 018:500 | −32   | 10     |

Platzierungskriterien: 1. Punkte – 2. Siege – 3. Direkter Vergleich (Punkte, Tordifferenz, geschossene Tore) – 4. Tordifferenz – 5. geschossene Tore

### Relegation
Der Drittplatzierte sollte nach Abschluss der regulären Saison ein Relegationsspiel gegen den Zehntplatzierten der Premjer-Liga bestreiten. Da FK Qairat A, das Farmteam des FK Qairat Almaty, den dritten Tabellenplatz belegte, wurde der FK Machtaaral als Teilnehmer des Relegationsspiels bestimmt.
| Datum                  |                | Ergebnis  |               | Tore                                                               |
| ---------------------- | -------------- | --------- | ------------- | ------------------------------------------------------------------ |
| 9.11.2017 um 12:00 Uhr | Aqschajyq Oral | 2:1 (1:1) | FK Machtaaral | 0:1 Tschulagow (35.); 1:1 Dudtschenko (45.); 2:1 Dudtschenko (86.) |